# Autoba sphragidota
Autoba sphragidota är en fjärilsart som beskrevs av Turner 1902. Autoba sphragidota ingår i släktet Autoba och familjen nattflyn. Inga underarter finns listade i Catalogue of Life.